# Nederlandse Bontweverij
De Nederlandse Bontweverij N.V. (NBW) was een linnenweverij te Slagharen, die bestaan heeft van 1948-1980.
Het bedrijf werd opgericht in 1948 door dhr. Hukker, die bedrijfsleider was van Textielfabriek Holland te Enschede. Deze woonde in Slagharen en wilde daar een eigen fabriek beginnen. Het bedrijf ging handdoeken en theedoeken produceren. Later legde men zich ook toe op gordijnstoffen, waarbij een aantal overnames werden verricht.
Nog in 1970 was men zeer optimistisch, en in het 1973 waren er 1007 mensen in dienst, maar daarna ging het snel bergafwaarts. Reeds in 1975 werd een moeilijk jaar voorzien, mede door gebrek aan orders. In 1980 ging de NBW failliet.
De boedel werd opgekocht door Hennie van der Most die hier het recreatiecomplex De Bonte Wever oprichtte, dat in 2001 afbrandde.